# Stuľany
Stuľany est un village de Slovaquie situé dans la région de Prešov.

## Histoire
Première mention écrite du village en 1420.

## Démographie

### Évolution de la population
| Année:               | 1994. | 2004.   | 2014.   | 2024.   |
| -------------------- | ----- | ------- | ------- | ------- |
| Nombre de personnes: | 612   | 604     | 577     | 545     |
| Différence:          |       | -1,30 % | -4,47 % | -5,54 % |

| Année:               | 2023. | 2024.   |
| -------------------- | ----- | ------- |
| Nombre de personnes: | 534   | 545     |
| Différence:          |       | +2,05 % |